# Grand Prix Cerami 2021
Grand Prix Cerami 2021 er den 54. udgave af det belgiske cykelløb Grand Prix Cerami. Linjeløbet bliver kørt i provinsen Hainaut den 25. juli 2021 med mål i Frameries. Løbet er en del af UCI Europe Tour 2021. Den oprindelige 54. udgave blev i 2020 aflyst på grund af coronaviruspandemien.

## Resultat
| \| Samlede stilling \| Samlede stilling \| Samlede stilling \| Samlede stilling \| Samlede stilling \| \| Rytter \| Rytter \| Hold \| Tid \| \| \| ---------------- \| ---------------- \| ---------------- \| ---------------- \| ---------------- \| |        |      |     |
| |        |      |     |
| Kilde: ProCyclingStats |        |      |     |
| Samlede stilling |        |      |     |
| Rytter | Rytter | Hold | Tid |